# Tour Harold

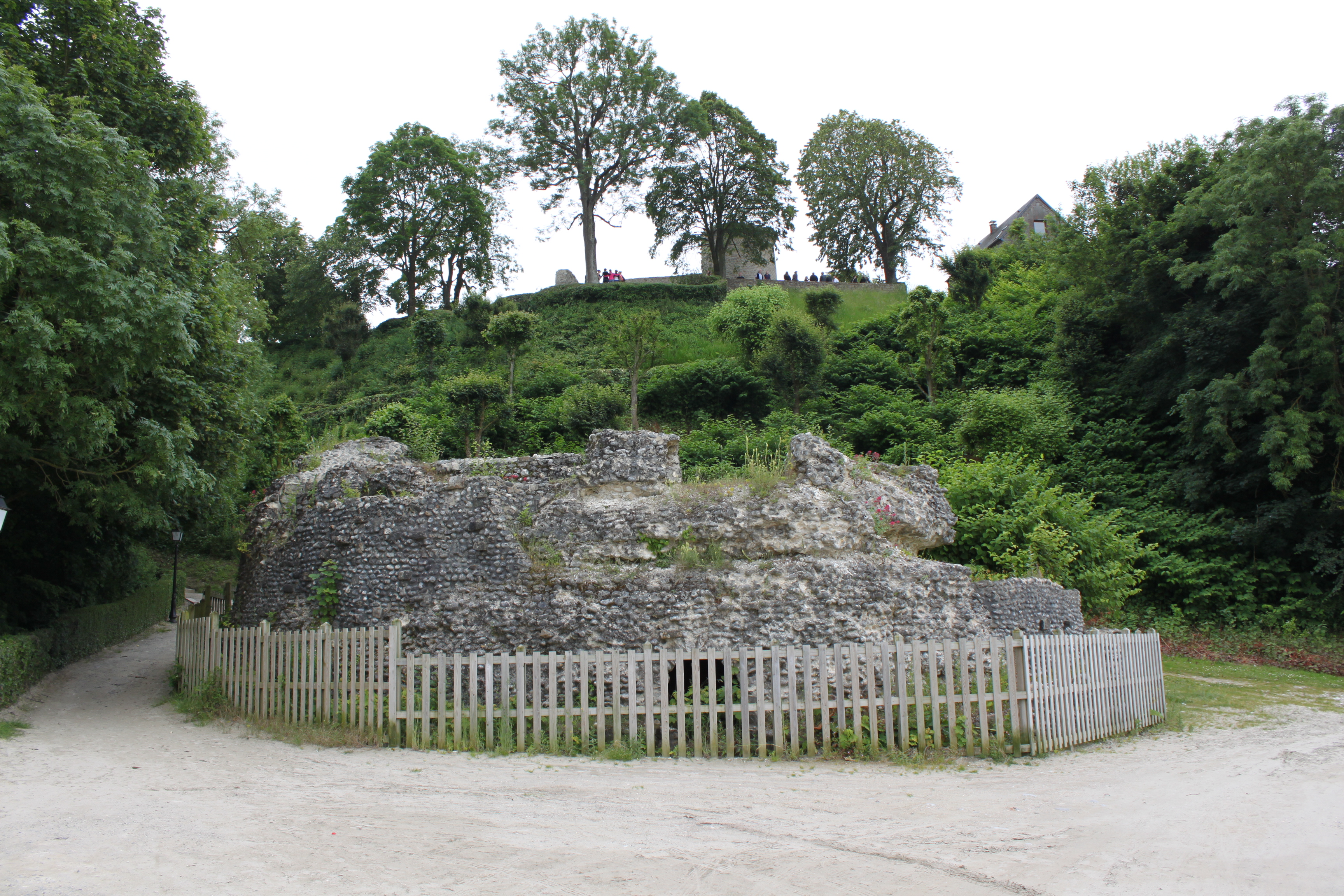
Tour Harold

De Tour Harold is een ruïne in de tot het Franse departement Somme behorende stad Saint-Valery-sur-Somme.
Oorspronkelijk was hier een 11e-eeuwse toren. Volgens een legende zou hier ene Harold, die gezant was van de koning van Engeland, gevangen gezet zijn door de graaf van Ponthieu, nadat hij door schipbreuk op het strand van Marquenterre was vastgelopen. In 1739 was er nog altijd artillerie aanwezig en ook een munitiedepot. De toren had een diameter van 15 meter maar hij heeft de bekleding van de muren, met zandsteen en natuursteen, door beschietingen verloren in 1772. Uiteindelijk bleef slechts de benedenverdieping, welke in 1991 werd vrijgemaakt. Deze torenruïne maakt onderdeel uit van de verdedigingsgordel van de stad.